# Fernando del Valle
Fernando del Valle (Brian Skinner, n. 28 februarie 1964, New Orleans, Louisiana, SUA) este un tenor de operă american. Și-a luat numele „del Valle” în onoarea bunicului său, Fernando Meléndez del Valle, care a fost la rândul său tenor. Este stră-strănepotul lui Andrés del Valle, președinte al statului El Salvador în 1876 și descendent direct al colonelului José María San Martín, de asemenea, președinte al El Salvador-ului (1854-1856) și fondator al orașului Santa Tecla, din El Salvador.

## Biografie
Fernando del Valle s-a născut în New Orleans, Louisiana, Statele Unite ale Americii, la 28 ianuarie 1964. A absolvit Universitatea Tulane (Bursa Treville pentru interpretare vocală) și Southern Methodist University, Dallas, Texas, unde a obținut o bursa de la Opera din Dallas. A absolvit programul Merola Opera al Operei din San Francisco, unde a studiat sub îndrumarea lui Patrick Summers în 1992 și 1993. A câștigat mai apoi concursul „Bel Canto” din Chicago dupa care s-a mutat în Italia, unde a studiat cu Carlo Bergonzi, iar mai târziu cu Thomas Hayward și Elena Nikolaidi.

### Primii ani de carieră artistică
Del Valle a debutat la vârsta de șaptesprezece ani (1981) cu rolul „primului păstor” din opera Venus și Adonis de John Blow, la Loyola University of the South. În anul următor, a fost tenor solist în St. Matthew Passion („Patimile după Sf. Matei”) de Johann Sebastian Bach, cu Filarmonica din New Orleans - Orchestra Simfonică, avându-l ca dirijor pe Andrew Massey.
A debutat în Boston cu Oratoriul de Crăciun, în Jordan Hall, 1986, în calitate de câștigător al concursului Boston Premiere Ensembles Young Artist. În primăvara următoare, a debutat și la New York, în sala Alice Tully Hall, din Lincoln Center, unde a cântat cu „Societatea Beethoven” din New York.
Și-a continuat cariera ca tenor de concert, cu un repertoriu ce include Missa Solemnis de Beethoven și recvieme de Verdi, Benjamin Britten și Andrew Lloyd Webber. Primul său concert la Carnegie Hall din New York a avut loc în 1993, cu Great Mass in C minor („Marea Misă în Do minor, K. 427”) de Mozart, fiind acompaniat de American Symphony Orchestra („Orchestra Simfonică Americană”). A cântat apoi partitura de tenor solo în compoziția lui Georg Friedrich Händel Mesia, la Centrul Simfonic Morton H. Meyerson, cu Orchestra Simfonică din Dallas, în 1994. Debutul european și l-a făcut în 1995, cântând în Simfonia a IX-a de Beethoven, cu Orchestra Simfonică „Giuseppe Verdi” din Milano, dirijor Alun Francis.
Del Valle a apărut pentru prima oară pe scena unei opere din Europa la Teatro Comunale di Treviso (în Italia), cu rolul „Don José” din Carmen de Bizet (dirijor Peter Maag, regizor artistic Regina Resnik, producător Hugo de Ana). În 1996 apare în rolul „Rodolfo” din Boema de Puccini la Teatro dell'Opera di Roma, sub bagheta dirijorului Vladimir Jurowski.

### Din 1997 până în prezent

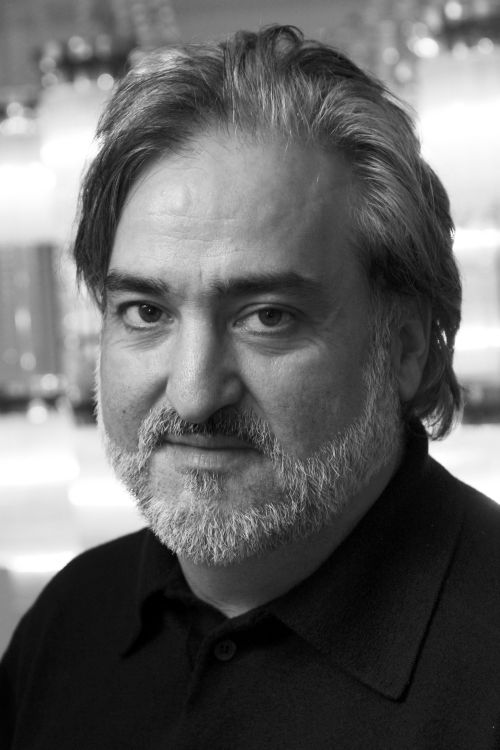
Fernando del Valle în 2008

În 1997, Fernando del Valle a jucat rolul lui „Don José” din Carmen de Bizet la Gran Teatro La Fenice di Venezia (Teatrul La Fenice din Veneția) și rolul lui „Pinkerton” din Madama Butterfly de Puccini. Tot în 1997 a cântat în Faust de Gounod, la Colmar, Franța.
În 1998 a avut prima apariție pe o scenă din Germania în rolul „Rodolfo” din Boema de Puccini, la Opera din Frankfurt, sub conducerea veneratului pedagog/conducător, Klauspeter Seibel.
De asemenea, a fost foarte apreciat de critici la Festivalul Wexford din Irlanda în rolul „Paolo” din opera Fosca de Antonio Carlos Gomes. Au urmat o serie de angajamente importante, iar din 1999 del Valle a apărut în spectacole de operă jucate în întreaga lume: la Alte Oper din Frankfurt, Strasbourg, Maastricht, Deutsche Oper am Rhein din Düsseldorf, Deutsche Oper Berlin, Teatro Carlo Felice din Genova, Bremen, München, Helsinki, Belo Horizonte (Brazilia), Malmö, Sofia, Teatro Petruzzelli di Bari, Torino, Badisches Staatstheater Karlsruhe, Staatstheater Kassel, Hessisches Staatstheater Wiesbaden, Hamburg etc.
Pentru câțiva ani, Fernando del Valle a fost angajat ca tenor principal la Staatstheater Darmstadt, la invitația lui Marc Albrecht. Cariera sa a continuat cu spectacole în Israel, Coreea, Catania, Sydney (unde a înregistrat Visul lui Gerontius de Edward Elgar, la Sydney Opera House), Lisabona și Praga.
În 2003, portretul sau a fost realizat de Ricarda Jacobi, protejata lui Oskar Kokoschka. Cu ocazia aniversării a 150 de ani (1854-2004) de la întemeierea orașului Santa Tecla din El Salvador, Fernando del Valle a fost invitat de către fostul ambasador al Salvadorui, Ernesto Rivas-Gallont să prezinte două concerte. Creștin devotat, tenorul a cerut ca primul spectacol să aibă loc pe 23 septembrie, cand se sărbatorește ziua Sfintei Tecla, patroana orașului.

## Roluri pe scenă
Bizet
- Carmen - Don José
- Les pêcheurs de perles - Nadir

Boito
- Mefistofele - Faust

Donizetti
- L'elisir d'amore - Nemorino
- Lucia di Lammermoor - Edgardo
- Lucrezia Borgia - Rustighello

Giordano
- Andrea Chénier - Title role

Gomes
- Fosca - Paolo
- Salvator Rosa - Title role

Gounod
- Faust - Title role

André Ernest Modeste Grétry
- Zémire et Azor - Azor

Lehar
- Die lustige Witwe - Camille de Rosillon

Leoncavallo
- Paiațe (Pagliacci) - Canio

Mascagni
- Cavalleria rusticana - Turiddu

Massenet
- Manon - des Grieux
- Werther - Title role

Mozart
- Die Zauberflöte - Tamino

Ponchielli
- La Gioconda - Enzo

Jacques Offenbach
- Povestirile lui Hoffmann - rolul titular

Puccini
- La fanciulla del West - Dick Johnson
- Tosca - Cavaradossi
- La bohème - Rodolfo
- Madama Butterfly - B.F. Pinkerton
- Manon Lescaut - des Grieux
- Le Villi - Roberto

Johann Strauss
- Die Fledermaus - Alfred, Eisenstein

Strauss
- Salome - Narraboth
- Die Frau ohne Schatten -  Die Stimme des Jünglings

Verdi
- Attila - Foresto
- Falstaff - Fenton, Bardolfo
- I Lombardi alla prima crociata - Oronte
- La traviata - Alfredo Germont
- Macbeth - Macduff
- Nabucco - Ismaele
- Rigoletto - Duca di Mantua
- Simon Boccanegra - Gabriele Adorno
- Messa da Requiem

Richard Wagner
- Tannhauser - Walther von der Vogelweide
- The Flying Dutchman - Steuermann
- Tristan und Isolde - Stimme eines jungen Seemanns

## Discografie
- Antonín Dvořák Stabat Mater, op. 58, Akademischer Chor Zuerich, Universitaetsorchester Innsbruck, December 2010
- Elgar's The Dream of Gerontius, Sydney Philharmonia Choirs, recorded live at Sydney Opera House, 13 iunie 2010
- Beethoven's Symphony No. 9, Orchestra Sinfonica di Roma, La Vecchia, ASIN: B003916FH6  (Allegro)
- Antônio Carlos Gomes's Salvator Rosa (opera), Patrick Shelly, Dorset Opera and the Musicians Union of Great Britain, ASIN:B000G16FG6
- "Fernando del Valle" Arias, Eraldo Salmieri The New Symphony Orchestra of Sofia    Producer: Michael A. Skinner, ASIN: B00004RKGZ
- "Magna res est amor", Martin Sander, Organ, ASIN: B00008ZAZD
- Verdi's Requiem, John Nelson with Staatsphilharmonie Rheinland-Pfalz, ASIN: B00IT6SHTA (Naxos)